# Cantón de Orcières
El cantón de Orcières era una división administrativa francesa, que estaba situada en el departamento de Altos Alpes y la región de Provenza-Alpes-Costa Azul.

## Composición
El cantón estaba formado por tres comunas:
- Champoléon
- Orcières
- Saint-Jean-Saint-Nicolas

## Supresión del cantón de Orcières
En aplicación del Decreto nº 2014-193 de 20 de febrero de 2014, el cantón de Orcières fue suprimido el 22 de marzo de 2015 y sus 3 comunas pasaron a formar parte del nuevo cantón de Saint-Bonnet-en-Champsaur.